# Постнационализам
Постнационализам или ненационализам је процес или тренд којим националне државе и национални идентитети губе значај у односу на самостално организоване или наднационалне и глобалне ентитете. Иако постнационализам није строго антоним национализма, та два термина и њихове претпоставке су антитеза један другом јер је постнационализам интернационалистички процес. 
Постоји неколико фактора који доприносе постнационализму који су економске, политичке и културне еприроде. 
Све већа глобализација економских фактора, као што је ширење међународне трговине, међународна размена индустријскиџ производа и услугама, као и важност мултинационалних корпорација и интернационализација финансијских тржишта, померили су дух националних економија на глобалне. Истовремено, друштвено-политичка моћ се делимично преноси са националних власти на наднационалне ентитете, као што су мултинационалне корпорације, Уједињене нације, Европска унија и НАТО. Поред тога медији и забава постају све глобалнији и олакшавају формирање трендова и мишљења на наднационалној скали. Миграција појединаца или група између земаља доприноси формирању постнационалних идентитета и вјеровања, иако је везаност на држављанство и национални идентитет често и даље важна.

## У Европској унији
Европска интеграција је створила систем наднационалних ентитета и често се повезује са концептом постнационализма.  

## У Канади
У 2015. години, канадски премијер Џастин Трудо, док је расправљао о канадским вредностима, прогласио је своју земљу за прву постнационалну државу на свијету.

## У спорту
Постнационални трендови су евидентни у професионалном спорту. Симон Капер назвао је Европско првенство у фудбалу 2008 „првим постнационалним“ европским првенством, тврдећи да је за време турнира, како за играче тако и за навијаче, спортско искуство и уживање у догађају било важније од националног ривалства или чак победе. 